# Súng trường tấn công T91
Súng trường chiến đấu T91 (tiếng Hoa, T91戰鬥步槍, T91 chiến đấu bộ thương), tên chính thức là Súng trường chiến đấu T91 cỡ 5.56 ly (5.56公釐T91戰鬥步槍, 5.56 công liT91 chiến đấu bộ thương), là một loại súng trường tấn công do xưởng chế vũ khí (binh công xưởng) thứ 205 của Trung Hoa Dân Quốc chế tạo dựa trên cơ sở thiết kế của Súng trường chiến đấu T86, kết hợp với một số ưu điểm của M16, AR-18 và FN FAL. Súng nhẹ và ngắn hơn Súng trường tấn công T65, với báng súng có 3 nấc thay đổi tùy theo thể hình của binh sĩ.

## Các quốc gia sử dụng
- Bosnia and Herzegovina - 5,000 khẩu[2]
- Indonesia - 10,000 khẩu[3]
- Jordan - 20,000 khẩu[2][4]
- United Arab Emirates - 30,000 khẩu[5][6]